# الديانة في سلوفاكيا
الديانة الأساسية في سلوفاكيا هي المسيحية، يعتنقها نحو 68.8% من السكان في 2021.
تُعد الكاثوليكية التقليد المسيحي الرئيسي في البلاد، يتبعها نحو 59.8% من السكان، ينقسمون بين أغلبية (55.8%) من الكنيسة الكاثوليكية الرومانية، وأقلية (4%) من الكنيسة الكاثوليكية اليونانية السلوفاكية. يوجد نحو 9% من السكان غالبيتهم من أتباع البروتستانتية، وأقلية من المسيحية الأرثوذكسية الشرقية والطوائف المسيحية الأخرى، والتجمعات الرئيسية هي الكنيسة الإنجيلية لطائفة أوغسبورغ في سلوفاكيا (5.3%)، والكنيسة المسيحية الإصلاحية في سلوفاكيا (1.6%)، والكنيسة الأرثوذكسية التشيكية السلوفاكية (0.9%)، وشهود يهوه (0.3%)، والطوائف المسيحية الأصغر الأخرى (0.9%). في 2021، أعلن نحو 23.8% من السكان أنهم غير متدينين، وهي زيادة عن النسبة السابقة التي بلغت 13.4% في 2011. وكان 1.2% من السكان من أتباع ديانات أو معتقدات أخرى. تشمل الأقليات الدينية الصغيرة في سلوفاكيا البوذية والوثنية الحديثة والإسلام واليهودية والجيدايئية والهندوسية والباستافارية وغيرها.

## الأديان

### المسيحية
وفقًا لتعداد عام 2021، كانت المسيحية ديانة 68.8% من سكان سلوفاكيا، منهم 59.8% من الكاثوليك (55.8% من الروم الكاثوليك و4% من الكنيسة الكاثوليكية اليونانية السلوفاكية)، و5.3% من الكنيسة الإنجيلية لطائفة أوغسبورغ في سلوفاكيا، و1.6% من الكنيسة المسيحية الإصلاحية في سلوفاكيا، و0.9% من الكنيسة الأرثوذكسية التشيكية السلوفاكية، و0.3% من شهود يهوه، و0.9% من الطوائف المسيحية الأخرى. يوجد في سلوفاكيا أيضًا أعداد صغيرة من أتباع الطوائف المسيحية الأخرى المختلفة، ومنها السبتية والكنيسة الرسولية والمعمدانية وكنيسة الإخوة والهوسيون والرسولية الجديدة والميثودية والكاثوليكية القديمة.

### ديانات أخرى
تشمل الأقليات الدينية في سلوفاكيا 6722 من أتباع البوذية (0.1% من السكان)، و3862 من المسلمين (0.1%)، و2007 من اليهود (<0.1%)، و1389 من أتباع الجيدايئية (<0.1%)، وأقليات أصغر من الهندوسية والباستافارية والبهائية وأديان أخرى. توجد منظمات لممارسي الديانة السلافية الرودنوفرية في سلوفاكيا، وهي جزء من 0.1% من السكان (4007 أشخاص) الذين عرّفوا أنفسهم في تعداد 2021 على أنهم وثنيون. تشمل المنظمات الرودنوفرية في البلاد الدائرة الأصلية (رودني كروه)، أسسها زعيمها ميروسلاف «زياريسلاف» شفيتسكي، الذي أدخل إليها ريتشارد بيغل في 2001، وهو أحد أهم قادة الرودنوفرية التشيكيين. المجموعات الأخرى هي البستان المقدس للإيمان الأصلي، والجمعية المدنية تارتاريا، التي تخدم أتباع عقيدة الرودنوفرية في ينغلزم. توجد أيضًا ديانة وثنية في سلوفاكيا تدعى زوئية بلاد الرافدين. شارك بعض من أعضاء الزوئية السلوفاكية في تطوير الكنيسة الأيسلندية.

## حرية الدين في سلوفاكيا
تضمن قوانين سلوفاكيا حرية المعتقد الديني وتُجرّم التشهير والتمييز ضد الجماعات الدينية. تستطيع الجماعات الدينية التسجيل لدى الحكومة للحصول على امتيازات محددة، ولكن عتبة العضوية المطلوبة لتسجيل الجماعات الجديدة مرتفعة، تبلغ 50000 عضوًا. في الماضي، صرح المسؤولون الحكوميون أن من أسباب هذا الشرط منع المنظمات الإسلامية من التسجيل، ويستطيع المسلمون التسجيل في جمعية مدنية. في 2022، صرح المدافع العام عن الحقوق (مفوض الشعب) أن متطلبات التسجيل غير معقولة وتمييزية وغير ضرورية، ورفضت وزارة الثقافة قبول تغيير قانوني. من 2024، تفكر الحكومة السلوفاكية الجديدة في إضافة المسيحية لتصبح دينًا للدولة في الدستور.
وفقًا للمنظمات غير الحكومية والجماعات الدينية غير المسجلة، تكثر المواقف السلبية تجاه الجماعات الدينية غير المسجلة، ويتكرر خطاب الكراهية على الإنترنت ضد الأقليات الدينية، وخاصة تلك التي يمثلها اللاجئون. كثيرًا ما يتبنى السياسيون من أحزاب اليمين المتطرف في المجلس الوطني، وهو الجهاز التشريعي في سلوفاكيا، أفكارًا معادية للإسلام ومعادية للسامية، ونظريات المؤامرة، وانتُقد بعضهم بسبب انتهاك قوانين ضد نشر المواد المتطرفة، والانتماء إلى جماعات تسعى إلى قمع الحقوق والحريات الأساسية.
في عام 2023، حصلت الدولة على درجة 4 من 4 فيما يخص الحرية الدينية.